# Samuli Suomalainen
Kaarlo Kustaa Samuli Suomalainen, född 8 februari 1850 i Sankt Petersburg, död 4 maj 1907 i Sordavala, var en finländsk skriftställare.
Suomalainen var 1880–1906 lektor i matematik vid folkskollärarseminariet nära Sordavala. Han skrev noveller och berättelser och utövade vidsträckt översättarverksamhet.